# Blackfield IV
Blackfield IV es el cuarto álbum de estudio de Blackfield, grupo formado por el dueto musical de Aviv Geffen y Steven Wilson. Así como ocurrió con su tercer álbum, Welcome to My DNA, Geffen asumió funciones más activas en el álbum, mientras que Wilson se enfocaba en su carrera como solista. El álbum fue lanzado el 26 de agosto de 2013.

## Lista de canciones
Todas las canciones escritas y compuestas por Aviv Geffen. 
| Blackfield IV |                                                    |          |  |
| N.º           | Título                                             | Duración |  |
| 1.            | «Pills»                                            | 3:35     |  |
| 2.            | «Springtime»                                       | 2:24     |  |
| 3.            | «X-Ray» (featuring Vincent Cavanagh)               | 2:36     |  |
| 4.            | «Sense of Insanity»                                | 3:24     |  |
| 5.            | «Firefly» (featuring Brett Anderson)               | 2:46     |  |
| 6.            | «The Only Fool is Me» (featuring Jonathan Donahue) | 1:54     |  |
| 7.            | «Jupiter»                                          | 3:48     |  |
| 8.            | «Kissed by the Devil»                              | 3:03     |  |
| 9.            | «Lost Souls»                                       | 2:57     |  |
| 10.           | «Faking»                                           | 3:33     |  |
| 11.           | «After the Rain»                                   | 1:26     |  |

## Músicos
Blackfield
- Aviv Geffen – Voz, guitarras, teclados
- Steven Wilson – Voz principales en "Jupiter", y "Pills", coros en "Sense of Insanity",[4] guitarras
- Seffy Efrati – Bajo eléctrico
- Tomer Z  – Batería, percusiones
- Eran Mitelman – Piano, teclados

Músicos invitados
- Vincent Cavanagh - Voz en "XRay"
- Brett Anderson -  Voz en "Firefly"
- Jonathan Donahue -  Voz en "The Only Fool is Me"

Producción
- Aviv Geffen - Productor
- Steven Wilson - Mezcla